# Blooddrunk
Blooddrunk – szósty album studyjny fińskiej grupy muzycznej Children of Bodom. Został wydany 9 kwietnia 2008 roku.

## Lista utworów
1. "Hellhounds on My Trail" (muz. Laiho, sł. Laiho) – 4:00
2. "Blooddrunk" (muz. Laiho, sł. Laiho) – 4:05
3. "Lobodomy" (muz. Laiho, sł. Kimberly Goss) – 4:25
4. "One Day You Will Cry" (muz. Laiho, sł. Laiho) – 4:05
5. "Smile Pretty for the Devil" (muz. Laiho, sł. Laiho) – 3:53
6. "Tie My Rope" (muz. Laiho, sł. Laiho) – 4:14
7. "Done with Everything, Die for Nothing" (muz. Laiho, sł. Laiho) – 3:30
8. "Banned from Heaven" (muz. Laiho, sł. Laiho) – 5:04
9. "Roadkill Morning" (muz. Laiho, sł. Laiho) – 3:33
10. "Ghostriders in the Sky" (Johnny Cash cover) – 03:36
11. "Lookin' out My Back Door" (Creedence Clearwater Revival cover) – 02:04
12. "Just Dropped In" (Kenny Rogers cover) – 02:39

## Twórcy
- Alexi Laiho – śpiew, gitara elektryczna
- Roope Latvala – gitara elektryczna
- Janne Wirman – instrumenty klawiszowe
- Henkka Seppälä – gitara basowa
- Jaska Raatikainen – perkusja